# Hegyi busalepke
A hegyi busalepke (Pyrgus alveus) a busalepkefélék családjába tartozó, Európában, Nyugat- és Közép-Ázsiában honos lepkefaj. 

## Megjelenése
A hegyi busalepke szárnyfesztávolsága 2,6-3,3 cm. A szárnyak felső oldalának alapszíne sötét szürkésbarna vagy feketésbarna. A szárnyakon szögletes fehér foltok láthatók, ezek mintázata alapján lehet elkülöníteni közeli rokonaitól. A szárnyak fonákja sárgásbarna, szintén fehér foltokkal. Az elülső szárnyak a fonákján az m2,3 és a cu1,2 szárnyerek közé zárt három fehér folt elszigetelt, egymástól távol helyezkedik el. A hátulsó szárnyak fonákján az erek laposak, finomak, az rr szárnyér fehér, de a többi is halvány, ezért a terjedelmes középső foltsor tagjai egymásba olvadnak. 
Változékonysága nem számottevő.
Petéje félgömb alakú, világoszöld színű, erősen lapított, felszínén határozott hosszanti és finom keresztirányú bordákkal.
Hernyója csokoládébarna, hátán sötét vonallal, finoman szőrözött, feje fakó fekete.

### Hasonló fajok
Közeli rokonaitól (feles busalepke, nagy busalepke, homályos busalepke, kis busalepke, kerekfoltú törpebusalepke, nyugati törpebusalepke) nehéz elkülöníteni, az ivarszervek mikroszkópos vizsgálatára is szükség lehet. 

## Elterjedése
Európában, Nyugat- és Közép-Ázsiában, valamint Marokkóban honos. Magyarországon csak néhány helyen (Budapest környéke, Őrség, az Északi-középhegység néhány pontja) találták meg eddig.

## Életmódja
Ritkás vegetációjú, köves, sovány talajú rétek, gyepek, legelők lepkéje. 
Hideg éghajlaton évente egy, melegebb klíma alatt (mint Magyarországon) két nemzedéke nevelkedik. Az első nemzedék imágói május közepétől júniusig repülnek, a másodiké szeptemberben, sőt október elején is láthatóak. A hernyók pimpó-fajok (Potentilla spp.), napvirág-fajok (Helianthemum spp.), szeder-fajok (Rubus spp.), párlófű-fajok (Agrimonia spp.), pacsirtafű-fajok (Polygala spp.) leveleivel táplálkoznak. A hernyók áttelelnek, majd tavasszal bebábozódnak.
Magyarországon védett, természetvédelmi értéke 10 000 Ft.

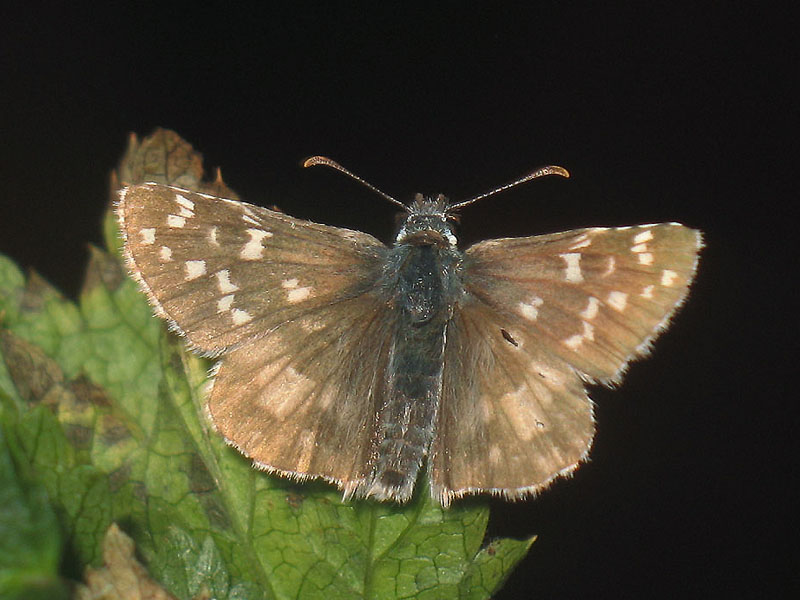
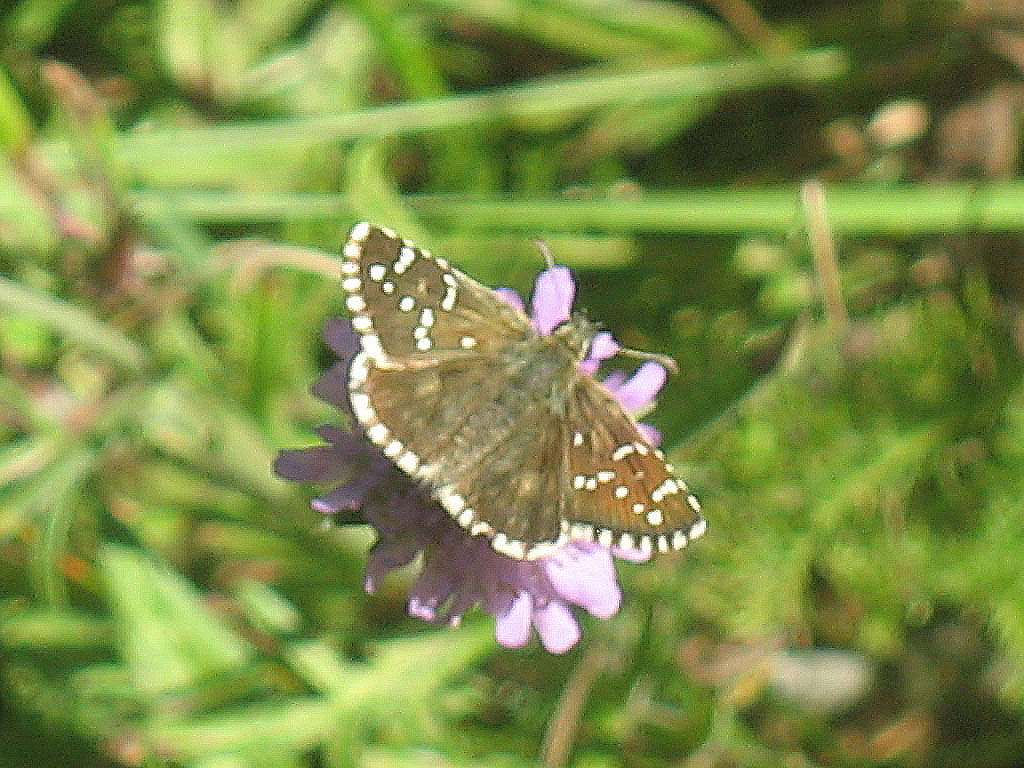
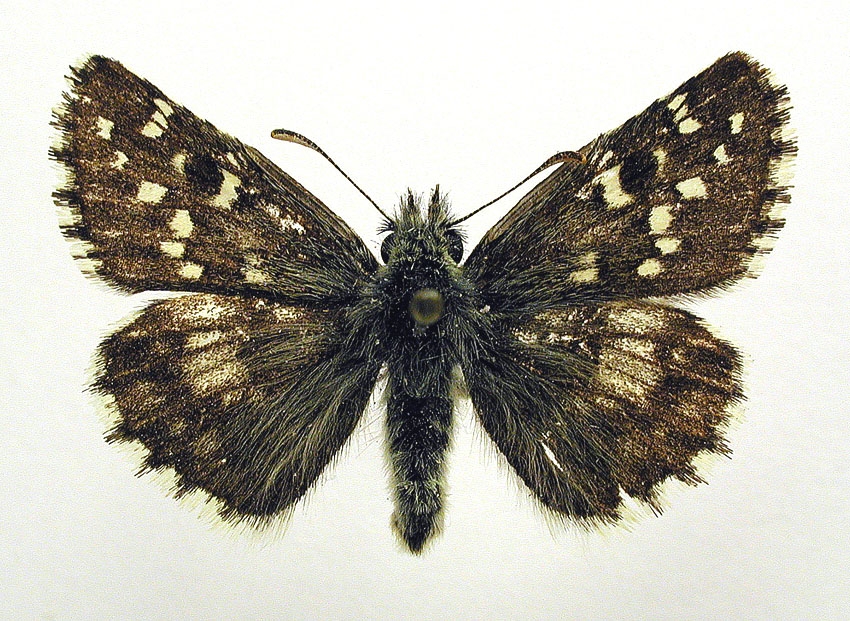
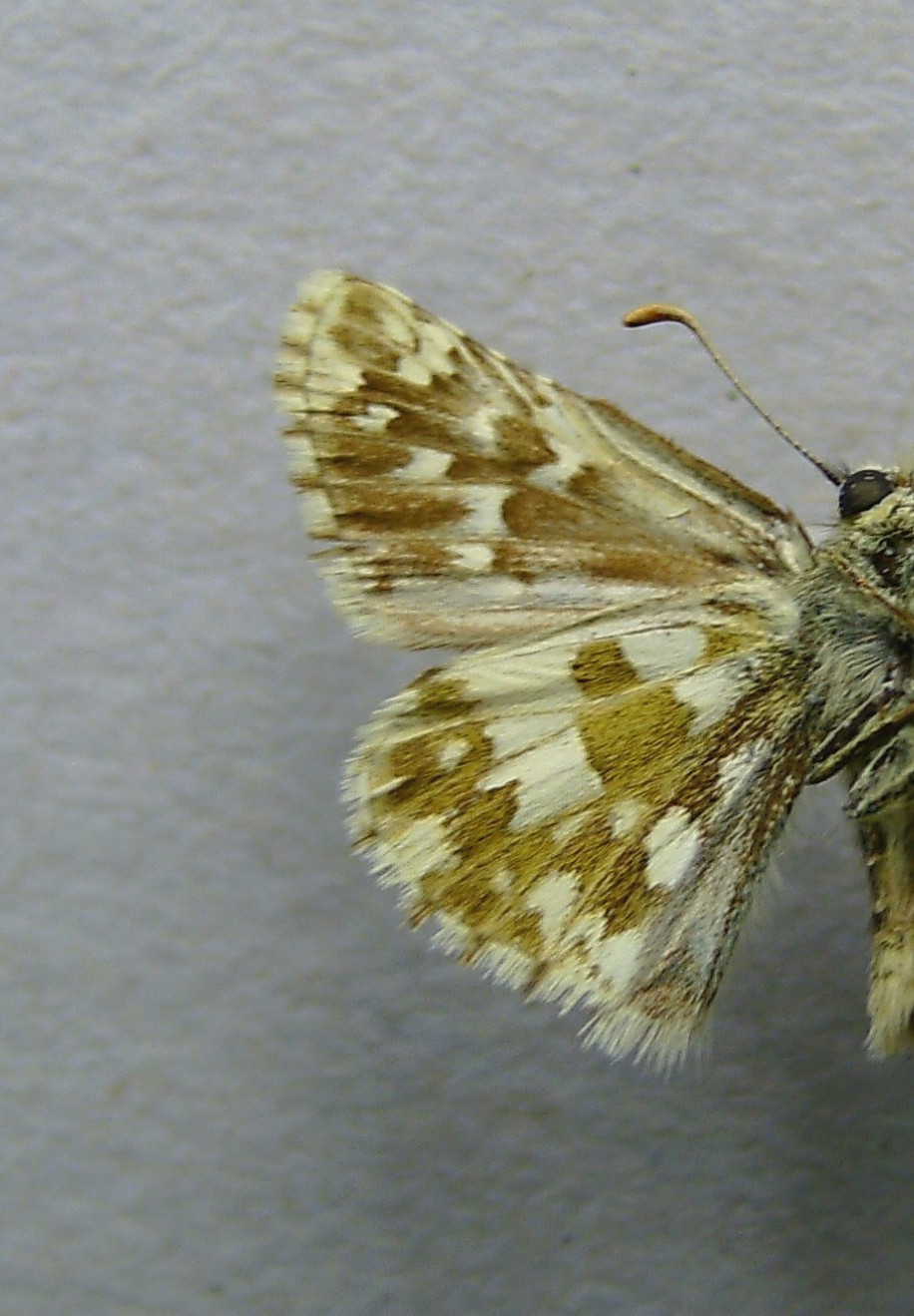
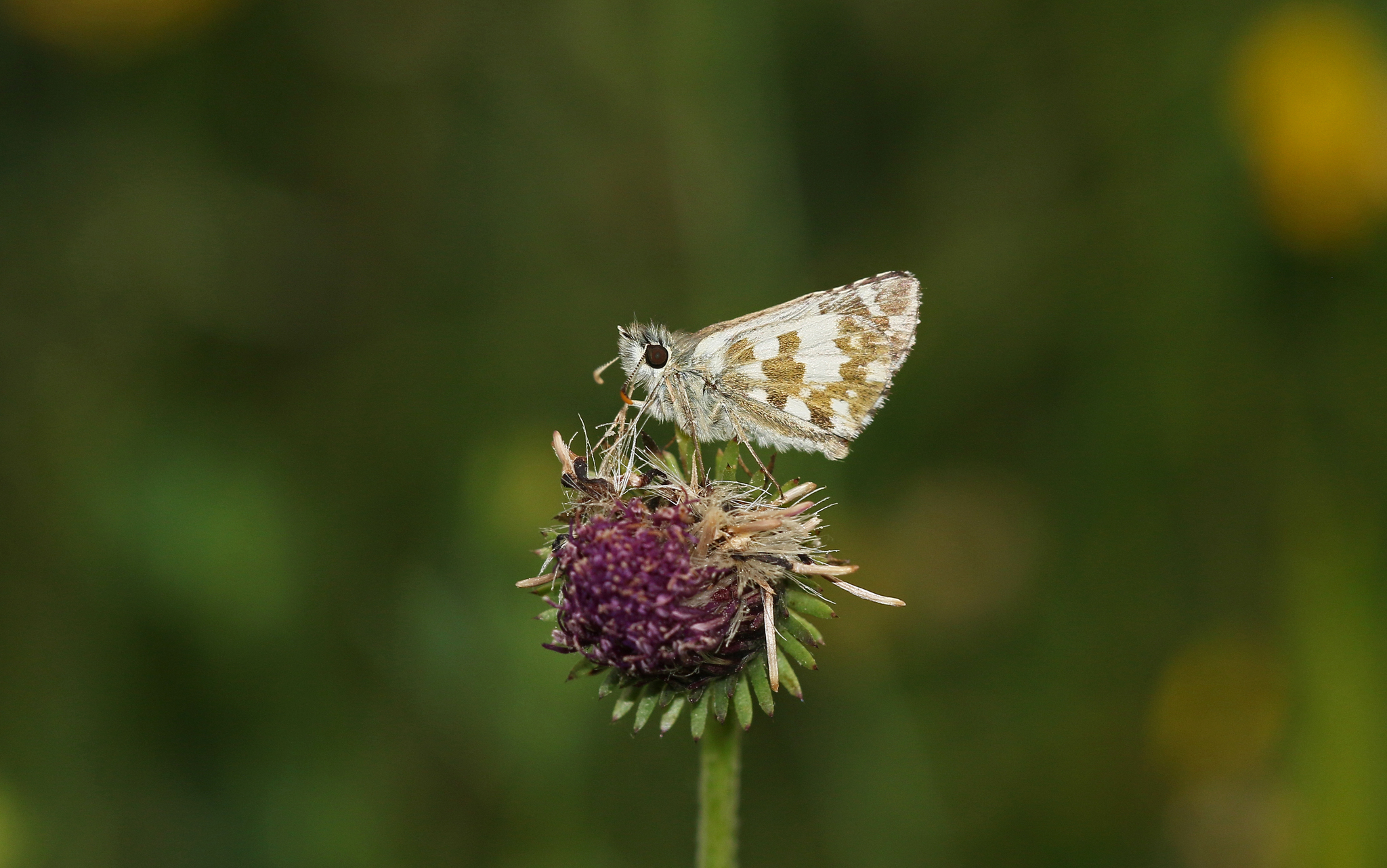